# Narziß und Goldmund

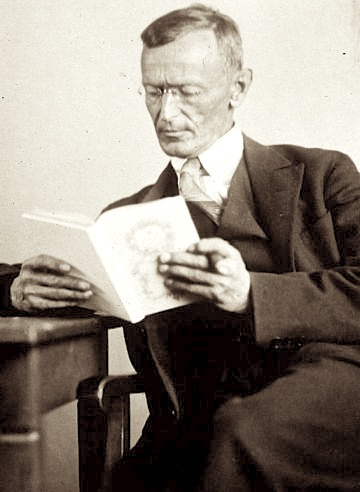
Hermann Hesse (1925)

Narziß und Goldmund ist eine Erzählung von Hermann Hesse. Sie entstand zwischen April 1927 und März 1929 und erschien 1930 im S. Fischer Verlag.

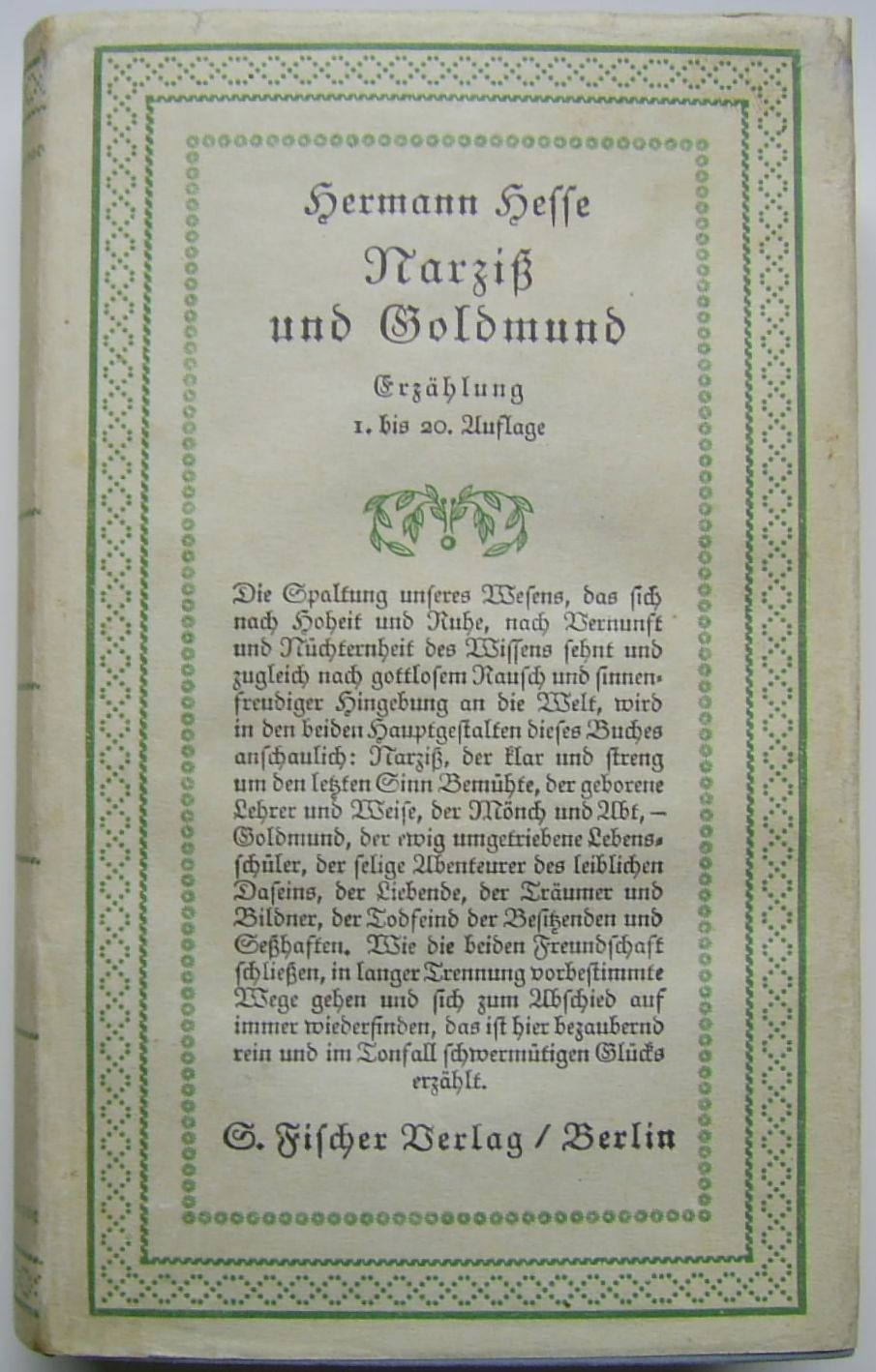
Fischer Verlag Berlin Erstausgabe 1930

## Inhalt
Die Geschichte spielt in der Klosterschule Mariabronn in der frühen Renaissance und handelt von der Freundschaft des Novizen Narziß und des Schülers Goldmund. Narziß ist Lehrgehilfe in der Schule, als der gut aussehende und kluge Jüngling Goldmund von seinem Vater als Schüler ins Kloster gebracht wird. Goldmund schließt eine enge Freundschaft mit Narziß, dessen Scharfsinn er bewundert.
Goldmund, ohne Mutter und Geschwister aufgewachsen, möchte als Novize aufgenommen werden. Narziß erkennt in ihm seinen Gegenpol und seine Ergänzung. In Gesprächen deckt Narziß die mütterliche Seite Goldmunds auf, die dieser verdrängt hat. Goldmund stellt fest, dass etwas in ihm aufgebrochen ist, und erkennt das Bild seiner Mutter, einer Tänzerin und Männerverführerin, die vor langer Zeit ihre Familie verlassen hat und ins Ungewisse hinausgezogen ist.
Nach seinem ersten Liebeserlebnis mit einer Fremden, der jungen Lise, beschließt Goldmund, wie einst seine Mutter in die Welt hinauszuziehen. Narziß hat diesen Augenblick erwartet, unterbricht seine asketischen Übungen und verabschiedet sich von seinem Freund.
Goldmund erlebt auf seinen Wanderungen mehrere Liebschaften, unter anderen mit Julie und Lydia, den Töchtern eines Ritters, in dessen kleiner Burg er den Winter verbringt. Eines Tages tötet er in Notwehr den Landstreicher Viktor, als dieser ihn zu bestehlen und erwürgen versucht. Er geht in eine Kirche, um zu beichten. Eine Marienstatue erinnert ihn an seine Mutter. Er ist von ihr so fasziniert, dass er den Künstler aufsucht, Meister Niklaus, um bei ihm das Handwerk des Holzschnitzers zu erlernen.
Bei ihm fertigt Goldmund sein Meisterstück an: eine Johannesfigur nach dem Vorbild seines Jugendfreundes Narziß. Als er sein Leben als sesshafter Künstler reflektiert, sieht er wieder das Bild seiner Mutter vor sich. Dieser „Ruf der Mutter“ treibt ihn an, die Stadt zu verlassen, um neue Erfahrungen zu sammeln. Das Angebot des Meisters, seine Tochter Lisbeth zu heiraten und selber Meister zu werden, lehnt er ab. Er geht wieder auf Wanderschaft. Während einer Pestepidemie schließen sich ihm seine Geliebte Lene, die später an der Pest stirbt, und ein Gefährte Robert an.
Als er wieder zurück in der Stadt des Meister Niklaus ist und eine Liebschaft mit Agnes eingeht, der schönen Geliebten des Statthalters, wird er von diesem entdeckt. Goldmund gelingt es, sich als Dieb zu tarnen, wird aber dennoch zum Tode verurteilt. Der Abt, bei dem er seine letzte Beichte ablegen darf, ist sein alter Freund Narziß. Goldmund wird durch dessen Fürsprache begnadigt, muss aber die Stadt verlassen. Beide kehren in das Kloster Mariabronn zurück. Dort bekommt Goldmund eine Anstellung als Künstler und versucht, sich wieder dem Glauben zu widmen, den er lange vernachlässigt hat. Er schnitzt für eine Kanzel Figuren, die Personen verkörpern, denen er auf seinen Reisen begegnet ist.
Goldmund lässt sich von Narziß für eine Reise ausstatten und verlässt das Kloster. Als er eines Tages ins Kloster zurückkehrt, ist er gealtert und krank, nachdem er mit seinem Pferd gestürzt ist und sich die Rippen gebrochen hat. Narziß sieht, dass sein Freund sterben wird, und gesteht ihm seine Liebe und Bewunderung. Goldmund nimmt glücklich von ihm Abschied, denn er weiß, dass ihn seine Mutter durch den Tod zu sich nehmen wird. In Narziß’ Herz brennen die letzten Worte Goldmunds wie Feuer: „Ohne Mutter kann man nicht sterben.“

## Interpretationen
Zu erkennen ist als prägender Hintergrund Hesses Beschäftigung mit Friedrich Nietzsche, hier vor allem dessen Geburt der Tragödie und dem Zarathustra. Zusätzlich ist die Bekanntschaft Hesses mit der Archetypenlehre des Psychologen Carl Gustav Jung relevant, mit dem Hesse korrespondierte. Sowohl Nietzsches Idee der Rückentwicklung des Geistes zum Kind als auch Jungs Archetypen der Anima und Großen Mutter drücken sich in Goldmunds Hin- und Rückwendung zur „Mutter“ aus.

### Die Annäherung an die Vollkommenheit von Narziß und Goldmund
Die beiden gegensätzlichen Charaktere sind, jeder auf seine Art, Menschen auf der Suche nach Vollkommenheit. Während Narziß sich in geistiger und religiöser Annäherung an die Idee des vollkommenen Lebens und Gott nähert, sucht Goldmund die Erfüllung als Wanderer und freier Künstler. Angetrieben von Visionen der „Mutter“, deren Geheimnis es ist, die größten Gegensätze wie Geburt und Tod, Güte und Grausamkeit, Leben und Vernichtung zu vereinen, verliert er sich in der Kunst und wendet sich von Gott ab, indem er sich den Gelübden des Ordens entzieht, weder beichtet noch betet und zum Totschläger wird. Immer wieder erkennt er in den Phasen der Reflexion das Muttergesicht, das sein Leben bestimmt.
Der Preis, den Narziß für seine Lebensart zahlen muss, ist die fehlende Verwirklichung des mütterlichen Lebensprinzips. Doch Narziß entscheidet sich für das Leben in der Askese, während Goldmund sich im mütterlichen Lebensprinzip verliert und mit der ewigen Ruhelosigkeit und Vergänglichkeit des Lebens in der Kunst und von dieser Stagnation zu kämpfen hat, die ihn vom sesshaften Künstlerdasein wieder ins Leben zurückfließen lässt. Am Ende des Romans wird der anfangs von Narziß geführte Goldmund selbst zum Führer, als dieser im Sterben liegt und seinen Freund fragt, wie dieser einmal sterben könne, denn: „Ohne Mutter kann man nicht lieben und ohne Mutter kann man nicht sterben.“ Diese letzten Worte brennen in Narziß und lassen ihn über sein eigenes Leben nachdenken, denn es ist eine Kritik eines Lebens, das nur auf Gott ausgerichtet ist und das mütterliche Prinzip vernachlässigt.
Goldmund, der seine Gefühle ausgelebt hat, durchschaut das Leben des Narziß und weiß, dass dieser mit seinem Leben nicht zufrieden sein kann. Goldmund glaubt, den Frieden mit Gott nicht gefunden zu haben, ist aber glücklich, da ihn die „Sinnlichkeit“ durch die Kunst beseelen konnte. Er stirbt im Glauben an die Rückkehr zu seiner „Mutter“, während er von Narziß glaubt, dass dieser nie in solcher Glückseligkeit sterben könne, da er keine „Mutter“ hat, die ihn durch sein Leben leitete. Trotz ihrer Verschiedenheit sind beide voneinander abhängig und ergänzen sich. Narziß hat als Denker oder Geistesmensch Goldmund gelehrt, gleichzeitig auch von dessen Lebensart als Sinnenmensch profitiert.

„Narziß ist ebenso wenig der reine Geistesmensch, wie Goldmund der reine Sinnenmensch – sonst bräuchte einer den anderen nicht, sonst schwängen sie nicht beide um eine Mitte und ergänzten sich. Narziß kann das brutale Wort vom Heiligen und Wüstling sagen, und kann am Ende doch das Ganze von Goldmunds Leben liebend bejahen.“

### Bezug zum Kloster Maulbronn

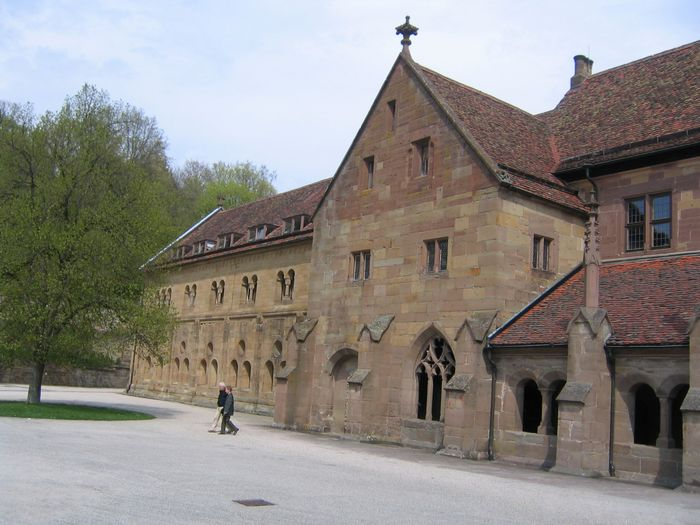
Mutmaßliche Vorlage für Mariabronn: Das Kloster Maulbronn

Hermann Hesse wurde 1891/92 im Evangelischen Seminar Maulbronn nachhaltig traumatisiert. Literarisch verarbeitete Hesse dieses Trauma in seiner Erzählung Unterm Rad (1906) und in seinem Gedicht Im Maulbronner Kreuzgang (1914).
Die Handlung der Erzählung Narziß und Goldmund beginnt im Kloster Mariabronn. Aus der Beschreibung der Klosteranlage lässt sich schließen, dass die Vorlage für das fiktive Mariabronn das Kloster Maulbronn ist, das Hesse intensiv kennengelernt hat. Der Name ist kaum abgeändert, der Erzähler stellt sich lediglich vor, wie das protestantische Seminar vor der Reformation als katholisches Kloster ausgesehen und wie das Klosterleben sich abgespielt haben muss. Die heitere Stimmung zu Beginn des Buches zeigt, dass Hesse im Jahr 1930 unbefangen und positiv über den Ort schreiben konnte, an dem ihm 1892 Suizidgedanken gekommen waren und der noch 1914 gemischte Gefühle bei ihm hinterlassen hatte.

### Bezug zu Würzburg
Ab dem zehnten Kapitel lässt Hesse Goldmund eine Bischofsstadt betreten, deren Schilderung vor allem im 15. und 16. Kapitel deutlich erkennbar macht, dass damit Würzburg gemeint ist, eine Stadt, die der Dichter bereits im März 1928 besucht hatte (bevor er vor allem im Sommer 1928 an Narziß und Goldmund arbeitete) und sowohl 1928 in Einst in Würzburg als auch in seiner 1945 erschienenen Schrift Spaziergang in Würzburg nochmals eindrücklich schildert. Die Burkarduskirche am anderen Mainufer ist vermutlich der Ort, an dem Goldmund die Muttergottesfigur entdeckt. Die dortige Madonna Tilman Riemenschneiders war Hesse bekannt.

## Buchausgaben
Der S. Fischer Verlag publizierte die erstmals am 23. Januar niedergeschriebene Erzählung als Vorabdruck zwischen Oktober 1929 und April 1930 in der Neuen Rundschau, mit dem Untertitel „Geschichte einer Freundschaft“ versehen. Die Erstausgabe erschien ebenda 1930 im Rahmen der Gesammelten Werke Hesses. Der Manesse Verlag veröffentlichte die Erzählung 1945 als 8. Band in der Reihe Manesse Bibliothek der Weltliteratur. In der Bibliothek Suhrkamp erschien sie erstmals 1971, als Taschenbuch 1975.
- Narziß und Goldmund. Fischer, Berlin 1930.
- Narziß und Goldmund. Erzählung. Manesse, Zürich 1945.
- Narziß und Goldmund. Erzählung. Suhrkamp, Frankfurt am Main 1971, ISBN 3-518-01065-4 (= Bibliothek Suhrkamp 65).
- Narziß und Goldmund. Suhrkamp, Frankfurt am Main 1975, ISBN 3-518-36774-9 (= Suhrkamp Taschenbuch 274).
- Narziß und Goldmund. Erzählung. Mit einem Kommentar von Heribert Kuhn. Suhrkamp, Frankfurt am Main 2003, ISBN 3-518-18840-2 (= Suhrkamp BasisBibliothek 40).
- Narziss und Goldmund. Erzählung. Suhrkamp, Berlin 2020, ISBN 978-3-518-47123-4 (= Suhrkamp Taschenbuch 5123).

## Verfilmung
Am 19. Februar 2020 war in der Bayerischen Vertretung in Berlin die Premiere der Verfilmung des Stoffes in der Regie des österreichischen Regisseurs und Oscar-Preisträgers Stefan Ruzowitzky. Die beiden Titelrollen wurden von Sabin Tambrea und Jannis Niewöhner gespielt.

## Sonstiges
Ein Großteil von Hermann Hesses Nachlass liegt im Deutschen Literaturarchiv Marbach. Das Manuskript von Narziß und Goldmund ist dort im Literaturmuseum der Moderne in Marbach in der Dauerausstellung zu sehen.